# Dorlan Pabón
Dorlan Mauricio Pabón Ríos (Medellín, 24 gennaio 1988) è un calciatore colombiano, attaccante dell'Envigado.
In patria gli è stato affibbiato il soprannome "Memín", un personaggio immaginario di un cartone animato messicano raffigurante una scimmia.

## Caratteristiche tecniche
Attaccante veloce con un ottimo tiro dalla distanza, molto abile nell'uno contro uno.

## Carriera

### Club
Inizia la sua carriera da calciatore nel 2006 quando viene acquistato dall'Talento Dorado Sociedad Anónima dove gioca nelle giovanili fino al 2008, anno in cui viene acquistato dall'Envigado, società calcistica dell'omonima città colombiana. Debutta con la sua nuova squadra il 23 ottobre, in occasione dell'incontro di campionato con l'Independiente Medellín; in quell'occasione realizza anche la sua prima rete da calciatore professionista. Il 19 febbraio 2009 rimedia la sua prima ammonizione durante la partita di campionato giocata con il Boyacá Chicó. Realizza la sua prima doppietta il 21 settembre, in occasione della partita di Apertura contro l'América. Il 28 marzo 2010 rimedia la prima espulsione, subita nel corso della partita di campionato con l'Independiente Medellín.
Nella prima stagione con la nuova maglia segna 6 gol in 16 partite, e tanto basta per ottenere la prima convocazione in Nazionale. Giocherà in questa stagione due gare di qualificazione ai mondiali. Entra a tempo quasi scaduto nella partita persa in casa dell'Uruguay, poi gioca dal primo minuto contro il Cile uscendo al 62′. Nella stagione successiva segna 13 gol in 38 gare, disputando altre due partite, stavolta amichevoli, con la Nazionale colombiana. Nel 2010 si trasferisce a titolo definitivo all'Atlético Nacional, altra squadra colombiana. Debutta con la sua nuova squadra il 1º agosto, in occasione della partita di campionato con il Deportivo Cali. Il 30 gennaio 2012 realizza la sua prima tripletta in carriera durante l'incontro di campionato ai danni del Deportivo Cali.
Titolare fin dalla prima partita, realizza 17 reti in 41 gare, con 18 assist vincenti. In nazionale gioca una sola gara, da subentrato, contro il Perù. La prima rete in Nazionale arriva nel secondo turno del girone di qualificazione ai mondiali, quando segna il gol del momentaneo 1-0 nella vittoria per 2-1 sul campo della Bolivia. Si ripeterà poi contro l'Argentina, senza riuscire ad evitare la sconfitta per 2-1 in casa. In Coppa Libertadores segna 7 gol, uno gol meno di Neymar capocannoniere. Nell'estate del 2012 viene acquistato dalla società italiana del Parma a titolo definitivo dall'Atletico Nacional per 4 milioni di euro, firmando un contratto quinquennale.
Debutta con la maglia degli emiliani il 25 agosto, in occasione della prima partita di campionato con la Juventus; ma durante la prima frazione del torneo sente la difficoltà d'ambientamento al campionato italiano. Il 12 dicembre 2012 segna il primo gol con la maglia gialloblu nella partita di Coppa Italia Parma-Catania, persa dai ducali ai calci di rigore. Il 26 gennaio 2013 viene ceduto in prestito al Betis Siviglia, dove segna 8 goal in 16 presenze. Come preannunciato in gennaio, a giugno si trasferisce a titolo definitivo al Monterrey. Al suo debutto con i rayados mette a segno una doppietta contro l'UNAM.

### Nazionale
Il 9 settembre 2009 debutta con la Nazionale maggiore in occasione dell'amichevole giocata contro i pari età dell'Uruguay. Realizza la sua prima rete con la maglia della Nazionale l'11 ottobre 2011, durante la partita delle qualificazione per il Mondiale 2014 giocata a La Paz contro la Bolivia.

## Statistiche

### Presenze e reti nei club
Statistiche aggiornate al 5 giugno 2020
| Stagione                 | Squadra                  | Campionato               | Campionato | Campionato | Coppe nazionali | Coppe nazionali | Coppe nazionali | Coppe continentali | Coppe continentali | Coppe continentali | Altre coppe | Altre coppe | Altre coppe | Totale | Totale |
| Stagione                 | Squadra                  | Comp                     | Pres       | Reti       | Comp            | Pres            | Reti            | Comp               | Pres               | Reti               | Comp        | Pres        | Reti        | Pres   | Reti   |
| ------------------------ | ------------------------ | ------------------------ | ---------- | ---------- | --------------- | --------------- | --------------- | ------------------ | ------------------ | ------------------ | ----------- | ----------- | ----------- | ------ | ------ |
| 2008                     | Envigado                 | PA                       | 19         | 87         | -               | -               | -               | -                  | -                  | -                  | -           | -           | -           | 19     | 1      |
| 2009                     | Envigado                 | PA                       | 36         | 9          | -               | -               | -               | -                  | -                  | -                  | -           | -           | -           | 36     | 9      |
| 2010                     | Envigado                 | PA                       | 15         | 6          | -               | -               | -               | -                  | -                  | -                  | -           | -           | -           | 15     | 6      |
| Totale Envigado          | Totale Envigado          | Totale Envigado          | 70         | 16         |                 | -               | -               |                    | -                  | -                  |             |             |             | 70     | 16     |
| 2010                     | Atlético Nacional        | PA                       | 21         | 7          | -               | -               | -               | -                  | -                  | -                  | -           | -           | -           | 21     | 7      |
| 2011                     | Atlético Nacional        | PA                       | 40         | 17         | CC              | 10              | 5               | -                  | -                  | -                  | -           | -           | -           | 50     | 22     |
| 2012                     | Atlético Nacional        | PA                       | 11         | 8          | -               | -               | -               | CL                 | 8                  | 7                  | -           | -           | -           | 19     | 15     |
| Totale Atlético Nacional | Totale Atlético Nacional | Totale Atlético Nacional | 72         | 32         |                 | 10              | 5               |                    | 8                  | 7                  |             |             |             | 90     | 44     |
| 2012-gen. 2013           | Parma                    | A                        | 12         | 0          | CI              | 1               | 1               | -                  | -                  | -                  | -           | -           | -           | 13     | 1      |
| gen.-giu. 2013           | Real Betis               | PD                       | 17         | 8          | CR              | -               | -               | -                  | -                  | -                  | -           | -           | -           | 17     | 8      |
| lug.-ago. 2013           | Monterrey                | LM                       | 6          | 3          | CM              | 1               | 2               | -                  | -                  | -                  | -           | -           | -           | 7      | 5      |
| ago. 2013-gen. 2014      | Valencia                 | PD                       | 13         | 3          | CR              | 2               | 0               | CU                 | 3                  | 0                  | -           | -           | -           | 18     | 3      |
| gen.-mag. 2014           | San Paolo                | A1/SP+A                  | 8+7        | 1+1        | CB              | 3               | 0               | -                  | -                  | -                  | -           | -           | -           | 18     | 2      |
| 2014-2015                | Monterrey                | LM                       | 32+3       | 21+1       | CM              | 10              | 7               | -                  | -                  | -                  | -           | -           | -           | 45     | 29     |
| 2015-2016                | Monterrey                | LM                       | 33+6       | 14+2       | CM              | 4               | 1               | -                  | -                  | -                  | -           | -           | -           | 43     | 17     |
| 2016-2017                | Monterrey                | LM                       | 27+2       | 12+0       | CM              | 3               | 0               | CCL                | 1                  | 0                  | -           | -           | -           | 33     | 12     |
| 2017-2018                | Monterrey                | LM                       | 33+8       | 8+3        | CM              | 9               | 1               | -                  | -                  | -                  | -           | -           | -           | 50     | 12     |
| 2018-2019                | Monterrey                | LM                       | 30+8       | 5+1        | CM              | 7               | 1               | CCL                | 7                  | 3                  | SM          | 1           | 0           | 53     | 10     |
| 2019-2020                | Monterrey                | LM                       | 26+6       | 0+2        | CM              | 5               | 0               | -                  | -                  | -                  | MC          | 2           | 0           | 39     | 2      |
| Totale Monterrey         | Totale Monterrey         | Totale Monterrey         | 187+33     | 63+9       |                 | 39              | 12              |                    | 8                  | 3                  |             | 3           | 0           | 263    | 82     |
| Totale carriera          | Totale carriera          | Totale carriera          | 386+33     | 124+9      |                 | 55              | 18              |                    | 19                 | 10                 |             | 3           | 0           | 496    | 161    |

### Cronologia presenze e reti in nazionale
| Cronologia completa delle presenze e delle reti in nazionale ― Colombia | Cronologia completa delle presenze e delle reti in nazionale ― Colombia | Cronologia completa delle presenze e delle reti in nazionale ― Colombia | Cronologia completa delle presenze e delle reti in nazionale ― Colombia | Cronologia completa delle presenze e delle reti in nazionale ― Colombia | Cronologia completa delle presenze e delle reti in nazionale ― Colombia | Cronologia completa delle presenze e delle reti in nazionale ― Colombia | Cronologia completa delle presenze e delle reti in nazionale ― Colombia |
| Data                                                                    | Città                                                                   | In casa                                                                 | Risultato                                                               | Ospiti                                                                  | Competizione                                                            | Reti                                                                    | Note                                                                    |
| ----------------------------------------------------------------------- | ----------------------------------------------------------------------- | ----------------------------------------------------------------------- | ----------------------------------------------------------------------- | ----------------------------------------------------------------------- | ----------------------------------------------------------------------- | ----------------------------------------------------------------------- | ----------------------------------------------------------------------- |
| 7-8-2009                                                                | Houston                                                                 | Colombia                                                                | 2 – 1                                                                   | El Salvador                                                             | Amichevole                                                              | -                                                                       | 62’                                                                     |
| 9-9-2009                                                                | Montevideo                                                              | Uruguay                                                                 | 3 – 1                                                                   | Colombia                                                                | Qual. Mondiali 2010                                                     | -                                                                       | 82’                                                                     |
| 30-9-2009                                                               | Dallas                                                                  | Messico                                                                 | 1 – 2                                                                   | Colombia                                                                | Amichevole                                                              | -                                                                       | 78’                                                                     |
| 11-10-2009                                                              | Bogotà                                                                  | Colombia                                                                | 2 – 4                                                                   | Cile                                                                    | Qual. Mondiali 2010                                                     | -                                                                       | 62’                                                                     |
| 27-5-2010                                                               | Johannesburg                                                            | Sudafrica                                                               | 2 – 1                                                                   | Colombia                                                                | Amichevole                                                              | -                                                                       | 90’                                                                     |
| 30-5-2010                                                               | Milton Keynes                                                           | Nigeria                                                                 | 1 – 1                                                                   | Colombia                                                                | Amichevole                                                              | -                                                                       | 83’                                                                     |
| 12-8-2010                                                               | La Paz                                                                  | Bolivia                                                                 | 1 – 1                                                                   | Colombia                                                                | Amichevole                                                              | -                                                                       | 62’                                                                     |
| 18-11-2010                                                              | Bogotà                                                                  | Colombia                                                                | 1 – 1                                                                   | Perù                                                                    | Amichevole                                                              | -                                                                       | 66’                                                                     |
| 11-10-2011                                                              | La Paz                                                                  | Bolivia                                                                 | 1 – 2                                                                   | Colombia                                                                | Qual. Mondiali 2014                                                     | 1                                                                       | 62’                                                                     |
| 12-11-2011                                                              | Barranquilla                                                            | Colombia                                                                | 1 – 1                                                                   | Venezuela                                                               | Qual. Mondiali 2014                                                     | -                                                                       | 77’                                                                     |
| 15-11-2011                                                              | Barranquilla                                                            | Colombia                                                                | 1 – 2                                                                   | Argentina                                                               | Qual. Mondiali 2014                                                     | 1                                                                       | 62’                                                                     |
| 1-3-2012                                                                | Miami Gardens                                                           | Messico                                                                 | 0 – 2                                                                   | Colombia                                                                | Amichevole                                                              | -                                                                       |                                                                         |
| 4-6-2012                                                                | Lima                                                                    | Perù                                                                    | 0 – 1                                                                   | Colombia                                                                | Qual. Mondiali 2014                                                     | -                                                                       |                                                                         |
| 10-6-2012                                                               | Quito                                                                   | Ecuador                                                                 | 1 – 0                                                                   | Colombia                                                                | Qual. Mondiali 2014                                                     | -                                                                       |                                                                         |
| 17-6-2012                                                               | Barranquilla                                                            | Colombia                                                                | 3 – 0                                                                   | Camerun                                                                 | Amichevole                                                              | 1                                                                       | 46’                                                                     |
| Totale                                                                  |                                                                         | Presenze                                                                | 15                                                                      |                                                                         | Reti                                                                    | 3                                                                       |                                                                         |

## Palmarès

### Competizioni nazionali
- Campionato colombiano: 1

Atlético Nacional: 2011-I
- Coppa del Messico: 1

Monterrey: Apertura 2017
- Campionato messicano: 1

Monterrey: Apertura 2019
- Copa Colombia: 1

Atlético Nacional: 2023

### Competizioni internazionali
- CONCACAF Champions League: 1

Monterrey: 2019